# زمان موهومی

رابطه بین زمان حقیقی و موهومی.

زمان موهومی (به انگلیسی: Imaginary time) مفهومی از زمان در مکانیک کوانتومی است. این زمان که با {\displaystyle \scriptstyle \tau } نشان داده می‌شود، به صورت {\displaystyle \scriptstyle \tau \ =\ it} با زمان حقیقی t رابطه پیدا می‌کند. در واقع این زمان نتیجه چرخش {\displaystyle \scriptstyle \pi /2} محور زمان حقیقی در صفحه مختصات است.
می‌توان نشان داد که در دمای T تابع گرین برای زمان موهومی متناوب است و دوره تناوبش {\displaystyle \scriptstyle 2\beta \ =\ 2/T} خواهد بود. ازینرو تبدیل فوریه این تابع‌ها دارای بسامدهای جدا از هم (بنام بسامد ماتسوبارا) خواهد بود.
استیون هاوکینگ مفهوم زمان موهومی را در کیهان‌شناسی بکارگرفت.